# Marge versus Svobodní, důchodci, bezdětné páry, mládež a gayové
Marge versus Svobodní, důchodci, bezdětné páry, mládež a gayové (v anglickém originále Marge vs. Singles, Seniors, Childless Couples and Teens, and Gays) je 8. díl 15. řady (celkem 321.) amerického animovaného seriálu Simpsonovi. Scénář napsal Jon Vitti a díl režíroval Bob Anderson. V USA měl premiéru dne 4. ledna 2004 na stanici Fox Broadcasting Company a v Česku byl poprvé vysílán 28. října 2006 na stanici ČT2.

## Děj
Když se Bart a Líza hádají, na co se mají dívat v televizi, omylem přepnou kanál na pořad, který uvádí dětský zpěvák a kytarista Roofi, parodie na kanadsko-arménského dětského zpěváka a skladatele Raffiho Cavoukiana. Program se Bartovi a Líze nelíbí, ale Maggie pořad zbožňuje, a poté, co Bart a Líza řeknou, že existuje CD, aby mohli televizi přepnout zpět, Marge disk koupí a všude ho pouští, což Barta, Lízu a Homera velmi rozčiluje, přičemž Marge si jejich pocitů kvůli potěšení posedlé Maggie nevšímá. Marge jde dokonce tak daleko, že koupí lístky na koncert, který se má konat na farmě Cletuse Spucklera, což je parodie na původní koncert ve Woodstocku. Protože však byl koncert přeprodán, nakonec je plný a jako předskokani vystupují Teletubbies, které Marge odmítne jako opakující se. Když začne pršet, objeví se na pódiu Roofi, aby zazpíval „The Nonsense Song“, ale pak dostane ránu do obličeje dětskou lahví, náhle přeruší vystoupení a nasedne do vrtulníku. Záhy se miminka vzbouří proti policii, která byla na místo poslána, aby je zkrotila, což je událost, která se ve zprávách označuje jako „Tot Offensive“, jak o ní informoval Kent Brockman.
V reakci na katastrofu se všichni dospělí obyvatelé Springfieldu, kteří nemají děti, vzbouří, protože Kábul prohlásil, že už nebude sesterským městem Springfieldu, a starosta Quimby násilím vybere od diváků milion dolarů na pokrytí škod. Lindsay Naegleová přijíždí založit skupinu proti mladým s názvem Svobodní, důchodci, bezdětné páry, mládež a gayové (SSCCATAGAPP), aby zbavila město všeho, co poskytuje rodinám pohodlí. Je vztyčena socha americkým otcům-neplatičům, školní autobus ignoruje děti čekající na zastávce, aby odvezl seniory na hazardní výlet, a nová vyhláška umožňuje, aby děti, které vyvádějí na veřejnosti, byly potrestány taserem. 
Rozzuřená Marge lobbuje za iniciativu „Rodiny na prvním místě“, když založí spolek Rodičové proti Svobodným, důchodcům, bezdětným párům, mládeži a gayům (PPASSCCATAG). Její lobbistické úsilí se zpočátku nedaří a ona odrazí nabídku 50 000 dolarů od americké tabákové lobby, ale spravedlivá podpora roste poté, co pan Burns propůjčí svůj podpis na Marginu petici, protože mu záleží na dětech (konkrétně na jejich „pružných mladých orgánech“). Jeho příkladu následují další obyvatelé Springfieldu a návrh 242 se dostává do hlasování. Když opozice pomluví Marge reklamou, v níž herečka vydávající se za Marge říká, že i ona je proti návrhu 242, Homer se snaží pomoci s kampaní, ale pokazí ji, když na samolepky a knoflíky pro voliče umístí špatné informace, a jeho reklama s Rudym Giulianim je také katastrofální. Bart a Líza brzy vymyslí plán. Když jdou všichni k volebním urnám, voliče doslova zastaví nakažlivé objetí dětí. Návrh 242 snadno projde a Homer se rozhodne oslavit to tím, že nechá své děti v kině s ratingem R bez dozoru, zatímco on a Marge půjdou sami někam na pěkné místo. 

## Přijetí
Ve Spojených státech díl během premiéry sledovalo 12 milionu diváků.
Colin Jacobson z DVD Movie Guide uvedl, že díl „začíná dobře, protože se mi líbí bolest způsobená láskou Marge a Maggie k Roofimu. Poté však díl klopýtá. Díly založené na Lindsay Naegleové bývají nevýrazné, a to vidíme i zde. Prostě nevyužívá svých možností tak, jak by měl.“
Server Simbasible uvedl, že je díl „příliš politický a v žádné scéně není vtipný“.
CinemaSentries ohodnotil epizodu kladně a napsal: „Marge versus Svobodní, důchodci, bezdětné páry, mládež a gayové je skvělým příkladem toho, jak seriál dříve dokázal najít vtip v zesměšňování obou stran problému, když zesměšňuje jak vyčerpávající život rodičů, tak vyčerpávající život těch bezdětných, kteří musí snášet problémy způsobené cizími dětmi.“.